# 1021 Flammario
1021 Flammario è un asteroide della fascia principale del diametro medio di circa 99,39 km. Scoperto nel 1924, presenta un'orbita caratterizzata da un semiasse maggiore pari a 2,7423310 UA e da un'eccentricità di 0,2843701, inclinata di 15,83662° rispetto all'eclittica.
Il suo nome è in onore dell'astronomo francese Camille Flammarion.